# قلم (رایانه)

تفاوت نویسه‌ها

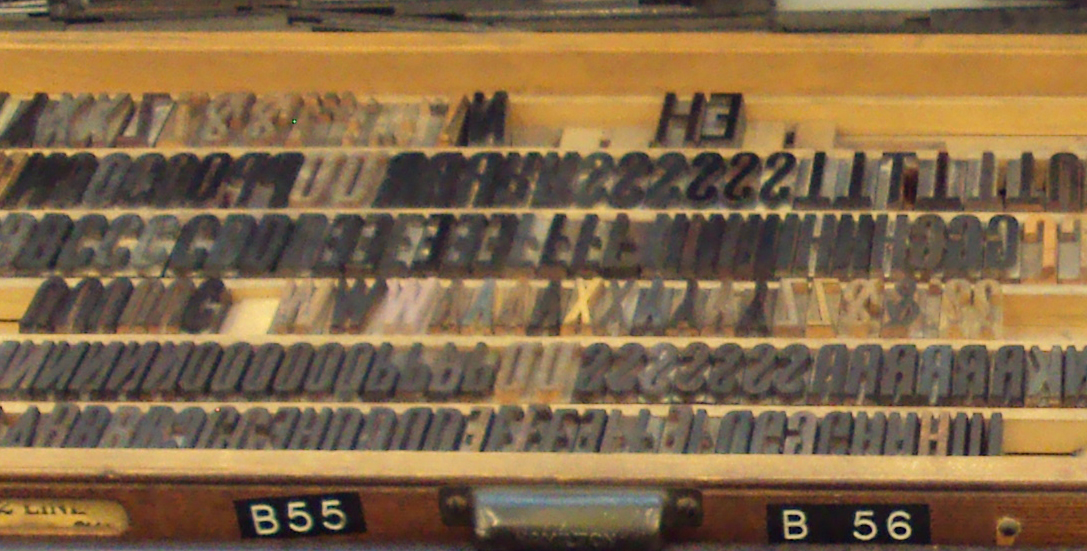
حروف سربی مورد استفاده در لترپرس

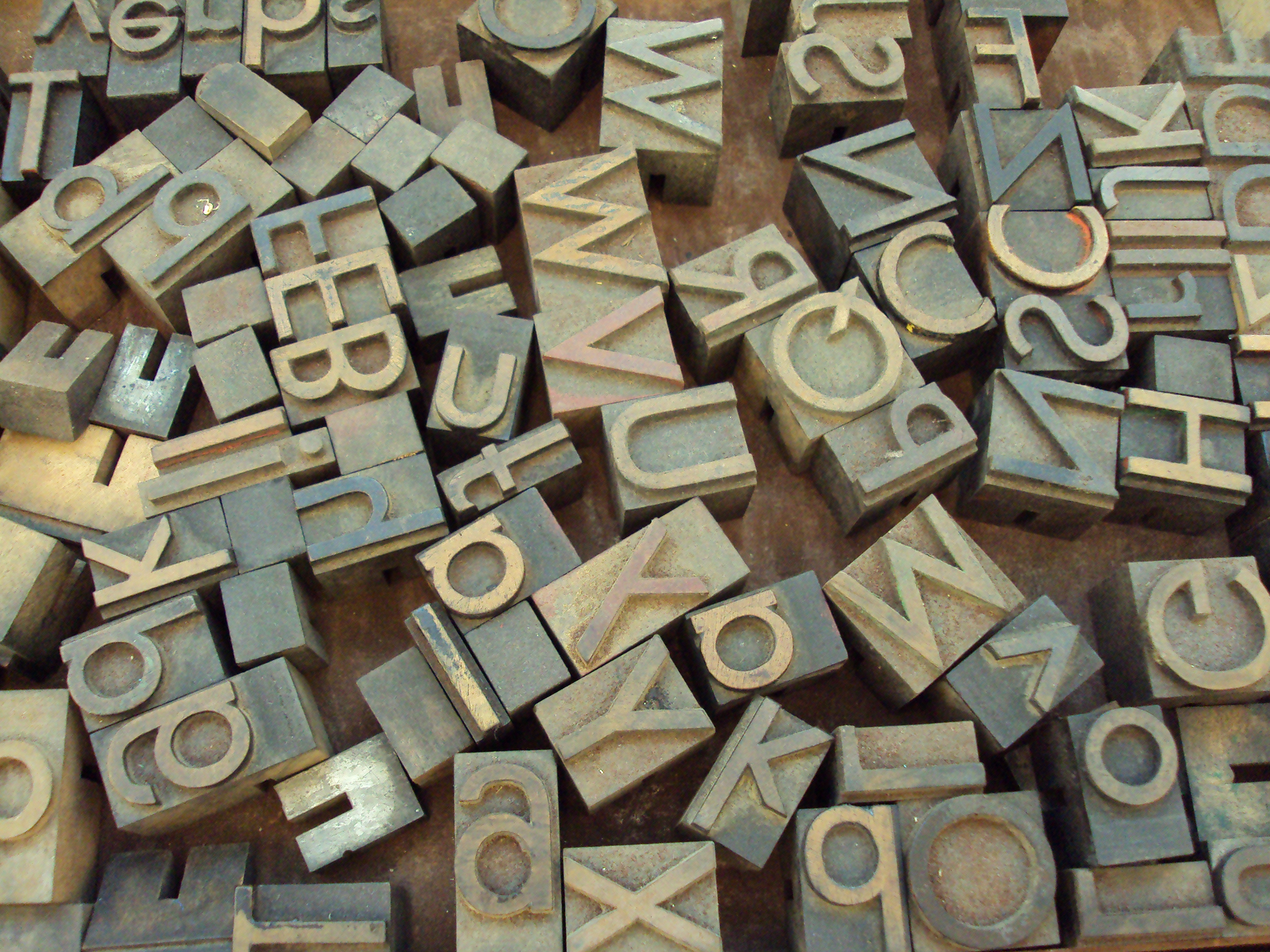
حروف چوبی مورد استفاده در لترپرس

مقایسه ارقام در قلم ایران‌نستعلیق و قلم وزیر

یک قلم یا فونت (به انگلیسی: font) رایانه‌ای به صورت یک فایل داده دیجیتال، شامل مجموعه‌ای از گلیف‌های مرتبط از نظر گرافیکی، پیاده‌سازی می‌شود. یک قلم رایانه‌ای به کمک یک ویرایشگر قلم طراحی و ساخته می‌شود.
به مجموعه‌ای از یک الفبای کامل و هم‌خانواده، با حالت‌های مختلفِ حروف و دیگر گلیف‌های (اعداد و علائمِ) مورد نیاز حروف‌چینی، قلمِ رایانه‌ای و در انگلیسی تایپ‌فیس (به انگلیسی: Typeface) گفته می‌شود. از سویِ دیگر، به هر یک از حالت‌ها و اجزای این مجموعه که شامل حروف، اعداد و دیگر علائم نگارشی می‌باشند، فونت (به فرانسوی: fonte) (به انگلیسی: font خوانده می‌شود: فانت  /fɑ:nt/) می‌گویند.
تایپ‌فیس‌ها، دارای وزن‌ها و استایل‌های مختلف هستند. وزن فونت، همان مقدار ضخامت فونت است و استایل فونت به معمولی، ضخیم، ایتالیک و.. تقسیم می‌شود.

مجموعه فونت‌های فارسی طراحی‌شده توسط صابر راستی‌کردار که به صورت آزاد منتشر شده‌اند.

امروزه در محافل عمومی و با توجه به حروف‌چینی جدید و نوری، واژهٔ فونت نسبت به تایپ‌فیس، رواج بیشتری یافته است. می‌توان گفت، مجموعهٔ حرف‌هایی که با رابطه‌های گرافیکی تصویر نوشتاری، یک زبان را نشان می‌دهند، قلم رایانه‌ای نامیده می‌شود که گاه در فارسی نیز، به‌پیروی از انگلیسی، آن را فونت می‌خوانند.
هم در حروف‌چینی سنتی و هم در کاربرد مدرن واژهٔ فونت برای اشاره به مکانیسم طراحی تایپ‌فیس به‌کار می‌رود. در حروف‌چینی سنتی فونت از جنس چوب یا فلز ساخته می‌شد. امروزه فونت یک فایل دیجیتال است.
هر فونت، چهرهٔ خاص خود را دارد. به‌طور مثال فونت‌های کودکانه، نرم‌تر و فونت‌های جدی، لبه‌های تیزی دارند. از این رو طراحان از روی حس و حال طراحی خود، فونت مناسب را انتخاب می‌کنند.

## تفاوت فونت‌های سنتی با فونت دیجیتال
فونت در چاپ سنتی عموماً از قطعه‌های فلزی (سربی) ساخته می‌شد. به این صورت که سرب گداخته را در قالب‌هایی که به شکل حرف‌های الفبا بود — و گاهی شکل‌های دوحروفی؛ مانند «لا»، یا بیشتر؛ مانند «﷼» و «ﷲ» و نیز دیگر نشانه‌هایی که در نوشتن به‌کار می‌روند؛ همچون '، :، [، * و $ — ریخته‌گری می‌کردند. فونت در فضای دیجیتال گونه‌ای نرم‌افزار است. در این نرم‌افزار، حرف‌ها و دیگر نشانه‌های نوشتاری را به شکل مجموعه‌ای از نویسه‌ها (برداری یا غیربرداری) به‌وسیلهٔ برنامه‌هایی مانند FontCreator یا Fontlab Studio یا فونت‌فورج طراحی می‌کنند.

## طراحی قلم
طراحی قلم یا فونت، برخلاف طراحی نشانه یا پوستر که معمولاً به‌طور انفرادی صورت می‌گیرد، کاری گروهی، فنی و پیچیده می‌باشد. به همین جهت، استادان کارکشته و اهل فن، برای طراحی قلم، ۵ سال هنر و فلسفهٔ شرق، ۵ سال هنر و فلسفهٔ غرب، ۵ سال خوش‌نویسی و ۶ سال آشنایی با فناوری (به‌ویژه دیجیتال) را ضروری دانسته‌اند.
طراحی فونت شامل مراحل اتود، اجرا و فرمت است. هر کدام از این مراحل بسیار زمان بر و نیازمند به تجربه و سواد است. یک فونت بر اساس خط کرسی (به انگلیسی: Base Line) و خطوط دیگر که وابسته به سبک فونت هستند طراحی می‌شود. این خطوط راهنما باعث ایجاد هماهنگی و یکدست بودن در تمامی حروف می‌شود.

## سِریف و سَنزسریف
در یک تقسیم‌بندی می‌توان فونت‌ها را به دو گروه سریف و سنزسریف تقسیم کرد. سِریف، به دسته‌ای از فونت‌ها گفته می‌شود که در قسمت‌های پایانی نقوش هر حرف، یک کشیدگی کوچک قلم وجود دارد. این دسته از فونت‌ها اغلب برای استفاده در چاپ کتاب، مجله و روزنامه کاربرد دارند. سنزسریف، به دسته‌ای گفته می‌شود که سِریف یا کشیدگی در انتهای حرف خود ندارند و تقریباً وزن خط در تمام سطوح فونت یکسان است. این دسته از فونت‌ها معمولاً برای نمایش در نمایشگرها و در آثار دیجیتال مانند صفحات وب، تصاویر و… کاربرد دارند.

## قلم‌های پرکاربرد فارسی
قلم‌های زیر برای چاپ و نمایشِ اینترنتی، پرکاربردترین‌ها هستند:
برای چاپ: ایران‌نستعلیق، لوتوس، میترا، نازنین، ترافیک، یاقوت، زر، هما، تیتر، رؤیا
بر پایهٔ موضوع کتاب بهتر است از فونت‌هایی که متناسب با موضوع باشند استفاده کنیم که تعدادی از موضوع‌ها به شرح زیر است:
| موضوع کتاب                        | جمع‌شوندگی (Tracking) | اندازه در عنوان (Leading) | اندازه در متن (Point) | فونت پیشنهادی                   |
| رمان، داستان–نمایشنامه و فیلمنامه | ۱۰-                  | ۱۸٫۵                      | ۱۴                    | میترا، نازنین، فرهنگ، آهنگ      |
| کودک و نوجوان                     | ۱۵-                  | ۱۶                        | ۱۳                    | بُرنا، رؤیا، یکان، کودک،         |
| پژوهشی و نظری                     | ۱۰- تا ۲۰-           | ۱۸                        | ۱۴                    | ایران‌سنس،لوتوس، بدر، نازنین، زر |
| شعر                               | ۱۰- تا ۱۵-           | ۱۸                        | ۱۴                    | نستعلیق، هستی، نیان، تلسک       |
| قطع جیبی                          | ۱۰-                  | ۱۵                        | ۱۲                    | ایران‌سنس، میترا، نازنین         |

تغییر نحوهٔ نمایش فونت‌ها:
- ضخیم (Bold): برای درشت‌نمایی (درشت)
- ایتالیک (Italic): برای نمایش خط به‌صورت کج (منشأ گرفته از برج پیزا که کم‌کم به ایتالیک جا افتاده است)
- زیرخط (Underline): برای برجسته کردن متن با کشیدن خطی افقی در زیر حرف/واژه/نماد

## انواع سبک قلم
- قلم خوشنویس
- قلم دست‌خط
- قلم عنوان
- قلم متن
- قلم وب
- قلم رمزینه
- قلم علائم